# Genealogia Sponhemica
Genealogia Sponhemica (Oder Geschlecht Register der alten Graffen und Graffinnen zu Sponheim. Zusammengetragen, mit Anführung vieler merkwürdiger Geschichten 'illustriret', und dem Durchlauchtigsten Fürsten und Herren, Herren Georg Wilhelm Pfalzgraffen bey Rhein, Herzogen in Bayern, Graffen zu Veldenz und Sponheim u. unterthänigst 'presentiret', von Casp. Zillesio J. U. Lto. Consil. Palat. Sponheim. Die 21. Jun. Anno MDCLXIV.) es un trabajo oficial genealógico de la Casa de Sponheim presentado por Caspar Zillesius por primera vez en 1664 bajo el mandato del Conde Palatino Jorge Guillermo del Rin, Conde de Sponheim, y más tarde reeditado por el Archiv für rheinische Geschichte Coblenz en 1835 con revisión de Johann Christian von Stramberg.

## Literatura
- (en alemán) Genealogia Sponhemica. Archiv für rheinische Geschichte Coblenz, 1.1833 - 2.1835. Zweiter Teil 1835. http://www.dilibri.de/rlb/periodical/pageview/27862
- (en alemán) https://archivalia.hypotheses.org/3517

- Datos: Q5531568